# Колпино (станция)
Ко́лпино — железнодорожная станция на московском направлении Санкт-Петербургского отделения Октябрьской железной дороги в составе Санкт-Петербургского железнодорожного узла. Расположена в Колпинском районе города Санкт-Петербурга. Наименование получила по городу Колпино, на окраине которого располагается.

## История
Первый пассажирский поезд прибыл на станцию 5 (17) мая 1847 года, положив начало регулярного движения поездов на будущей магистральной Петербурго-Московской железной дороге. Участок от нынешнего Московского вокзала Петербурга (в то время деревянного) до села Колпино был на дороге пусковым, если не считать заработавшего годом ранее технического участка до Александровского механического завода, где строили подвижной состав. За год работы, с мая 1847 по май следующего года, по дороге до Колпино было перевезено 80 тыс. пассажиров и 880 т грузов. В июне 1849 года служебное движение было запущено от Колпино до Чудово.
Приказом МПС № 227 от 21 декабря 1850 года утверждено название станций, именно: станция IV класса в селе Колпино — Колпинская. После переименовании дороги 8 (20) сентября 1855 года, станция в составе Николаевской железной дороги и в 1863 году получила официальное название в создаваемой сети железных дорог — Колпино.
Первоначально на станции было построено два деревянных пассажирских дома (вокзала) размером 8 х 4 саж (16 × 8 м), две каменные водонапорные башни и две деревянные высокие платформы, по обеим сторонам от путей. В 1881 году с целью улучшения билетного контроля на станции устроены ограждения пассажирских платформ перилами.
Во время правления Главным обществом российских железных дорог, с 1868 по 1893 годы, на станции был увеличен деревянный вокзал со стороны Петербурга, сделаны симметричные пристройки с обеих сторон здания, размерами 2 х 4 саж каждая и в 1892 году, при капитальном ремонте пассажирского здания со стороны Московского пути внутреннее размещение изменено и увеличена высота помещения. В 1906 году произведён капитальный ремонт пассажирской платформы на С.-Петербургской стороне. В 1910 году приступили к работам по устройству навеса над платформой Московского пути. В 1912—1913 годах произведён капитальный ремонт пассажирского здания со стороны Москвы с расширением помещений для пассажиров на 32 кв. саж.
С 27 февраля 1923 года, после переименовании дороги, станция в составе Октябрьской железной дороги, приказом НКПС № 1028 от 20 августа 1929 года станция в составе Октябрьских железных дорог, с 1936 года станция в составе Октябрьской железной дороги.
Согласно тарифному руководству № 4 от 1947 года, станция производит операции по приёму и выдачи только повагонных грузов, допускаемых к хранению на открытых площадках. Согласно тарифному руководству № 4 от 1959 года добавляются, — приём и выдача груза мелкими отправками. Согласно тарифному руководству № 4 от 1965 года на станции дополнительно производится продажа билетов на все пассажирские поезда, приём и выдача багажа. С 1969 года производятся операции с контейнерными отправками. Согласно тарифному руководству № 4 от 1985 года, станция не производит приём и выдачу мелких отправок грузов.
В 1971 году присвоен код ЕСР № 0606, 1975 году присвоен новый код ЕСР № 06010, 1985 году станция получила новый код АСУЖТ (ЕСР) № 031600.
В 1982 году станции присвоен код Экспресс-2 № 34164, 1994 году станция получила новый код Экспресс-3 № 2004164.
В 1877 году от станции устроена железнодорожная ветвь в балластьер, расположенный против 31 версты, у деревни Степаново, длиной 7 вёрст. Ветвь разобрана до 1913 года, остатки насыпи имеются на довоенных картах.
В 1901 году устроен подъездной путь к Адмиралтейским Ижорским заводам, протяжением 120 сажень.
С 1911 года по 1915 год устройство промывочной станции и свалочных путей (Навозная ветвь), длиной 1,5 версты.
В 1900-е годы построен подъездной путь к кирпичному заводу (Победа-Кнауф) Полякова-Ковтунова, длиной 0,727 версты.
В середине XX века существовала построенная в 1930—1932 гг. однопутная железнодорожная линия, соединявшая станцию Колпино и станцию Детское Село Витебского направления ОЖД в соседнем г. Пушкине. Основное назначение — доставка рабочих из Пушкина на Ижорские заводы и обратно. По линии 5 раз в сутки в обе стороны ходил поезд из 10 вагонов, проводя в пути 31 минуту. Посередине в деревне Московская Славянка располагалась станция Красная Славянка с разъездом. Линия пересекала Московское шоссе под путепроводом, который сохранялся до 2013 года. По ходу ветви росли леса, вырубленные впоследствии под сельхозугодья. К заводам и Колпино с запада линия подходила по ходу современной Финляндской улицы. Ветвь разбирали во время войны, затем восстановили. С 1 июня 1966 года движение по линии было прекращено, вскоре она была демонтирована; взамен был увеличен выпуск автобусов на маршрут № 394 «Колпино — Пушкин» (ныне это маршрут № 374). В Пушкине продолжает существовать небольшой её участок в виде промышленных подъездных путей от вокзала.
В 1930-е годы построен подъездной путь к овощебазе, разобран до 2013 года.

## Функционирование
В настоящее время пассажирская часть станции является остановочным пунктом пригородных поездов. Исторических вокзальных построек не сохранилось — вокзал был уничтожен во время ВОВ и не восстанавливался. Долгое время отсутствовали залы ожидания на платформах. Через станцию следуют пригородные поезда: в направлении к северу — на Санкт-Петербург (Московский вокзал и Обухово), на юг — к станциям Тосно, Любань, Чудово-московское, Малая Вишера, Шапки. На станции Колпино останавливается ускоренный электропоезд «Ласточка» сообщением Санкт-Петербург — Новгород-на-Волхове — Санкт-Петербург, Санкт-Петербруг — Тосно — Санкт-Петербург, а также скоростные поезда «Ласточка» 721/722 сообщением Санкт-Петербург — Бологое — Санкт-Петербург и 801/802 сообщением Санкт-Петербург — Москва — Санкт-Петербург. 20 января 2007 года на станции состоялся пуск в техническую эксплуатацию автоматизированной системы учёта и контроля оплаты проезда (турникеты).
Грузовая часть станции, находящаяся отдельно к северу от пассажирской, в настоящее время в первую очередь обслуживает близлежащие Ижорские заводы. Она системно связана подъездными путями с масштабной заводской железнодорожной инфраструктурой, поделённой на «маневровые районы». В инфраструктуру также вписана и следующая к северу пассажирская платформа Ижорский завод, предназначенная для заводских работников и имеющая выход к заводской проходной через тоннель. Перегон от северной горловины станции Колпино до следующей станции Славянка трёхпутный с промежуточными платформами Ижорский Завод и Металлострой. Пассажирские платформы о. п. Колпино находятся на двухпутном участке магистрали южнее грузовой станции. Далее к югу магистраль пересекает реку Малая Ижора (параллельно в этом месте также протянут пешеходный Харламов мост) и снова становится трёхпутной — начинается протяжённый железнодорожный узел станции Саблино, которой предшествует платформа Поповка.

## Галерея

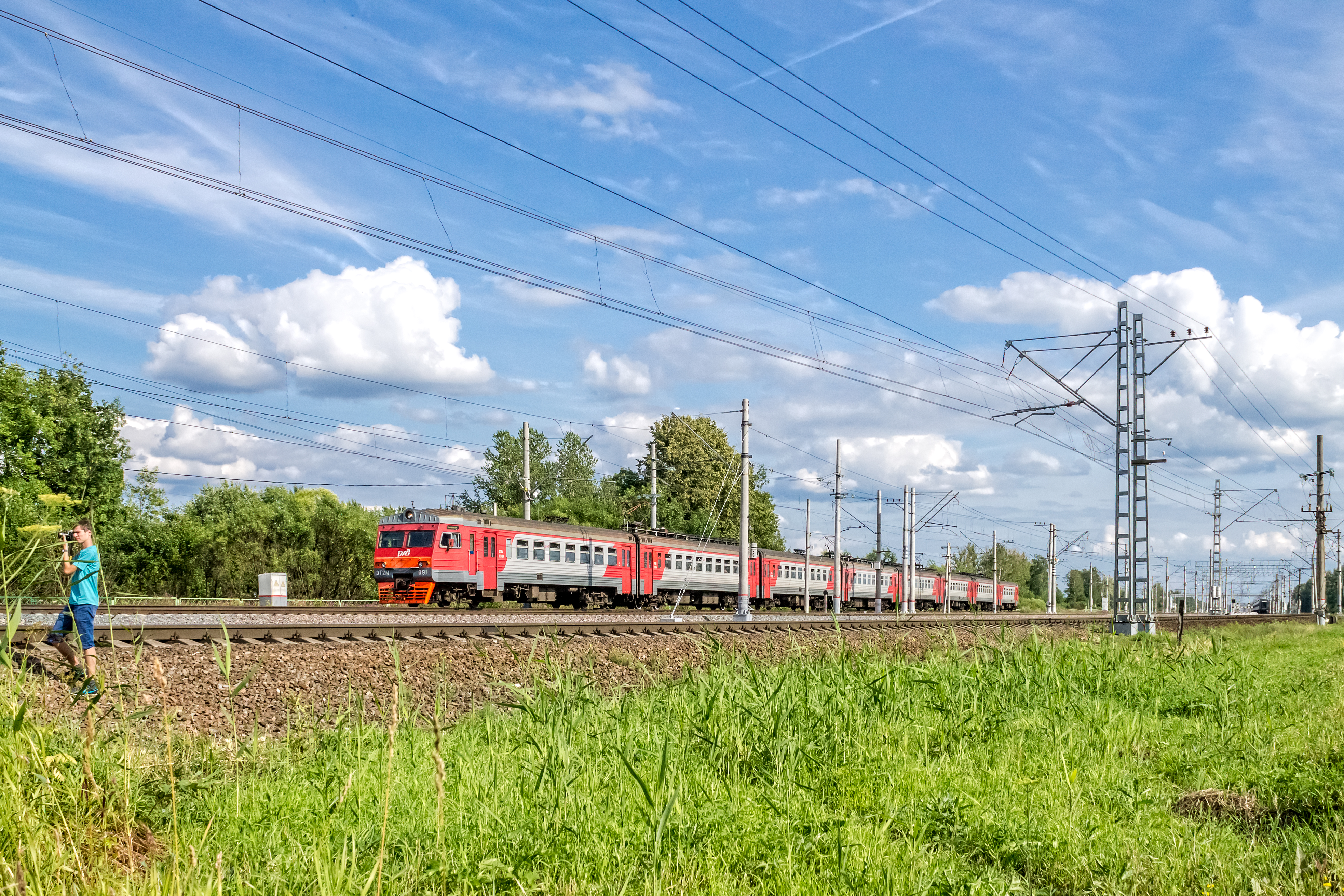
Электропоезд ЭТ2М-091 на станции
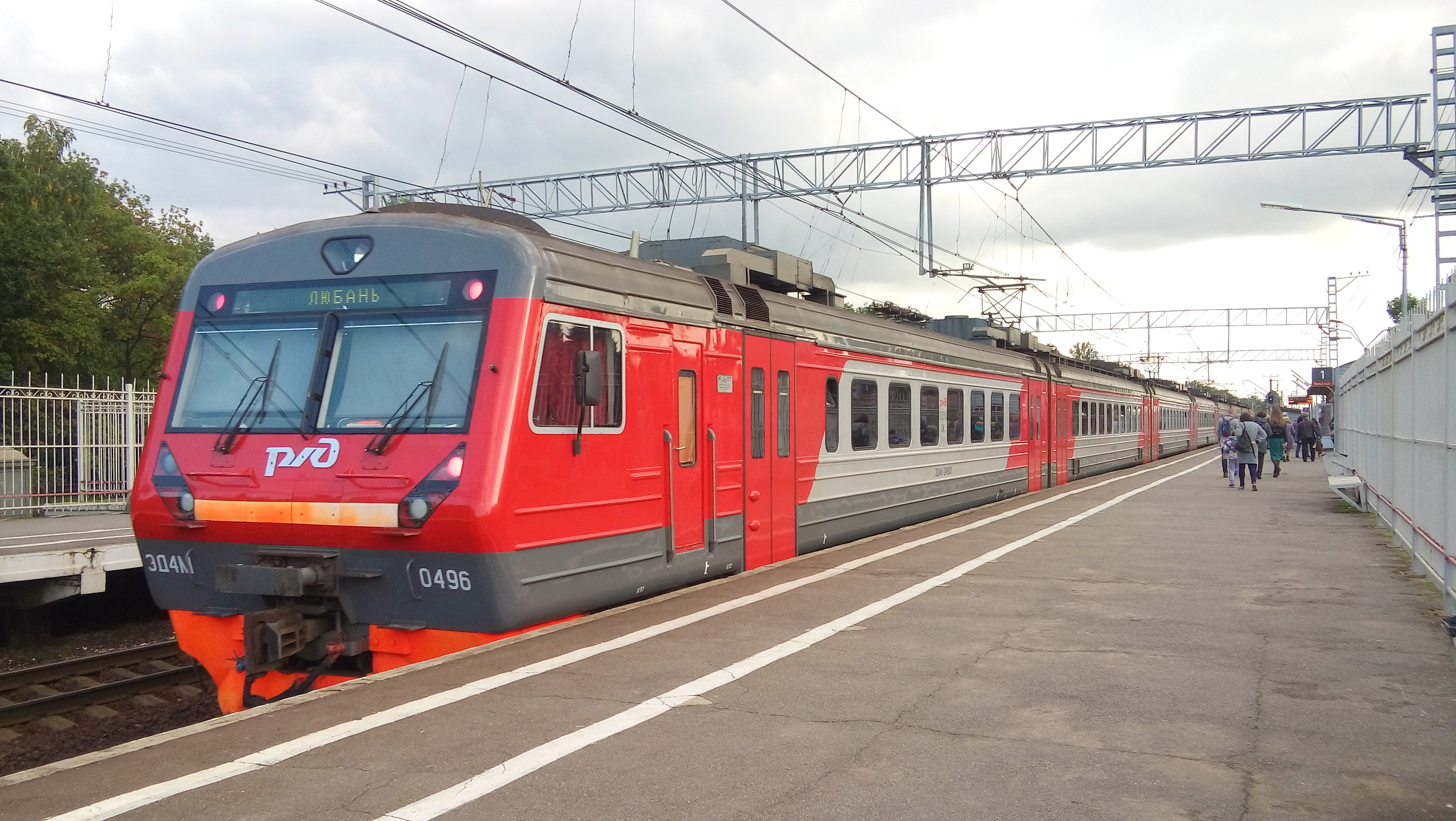
Электропоезд ЭД4М-0496 на станции
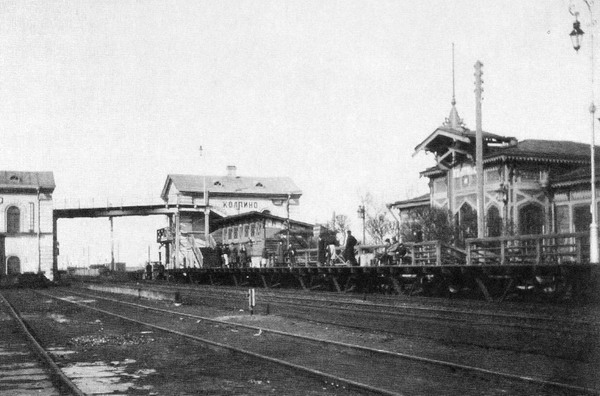
Станция в 1890-х годах
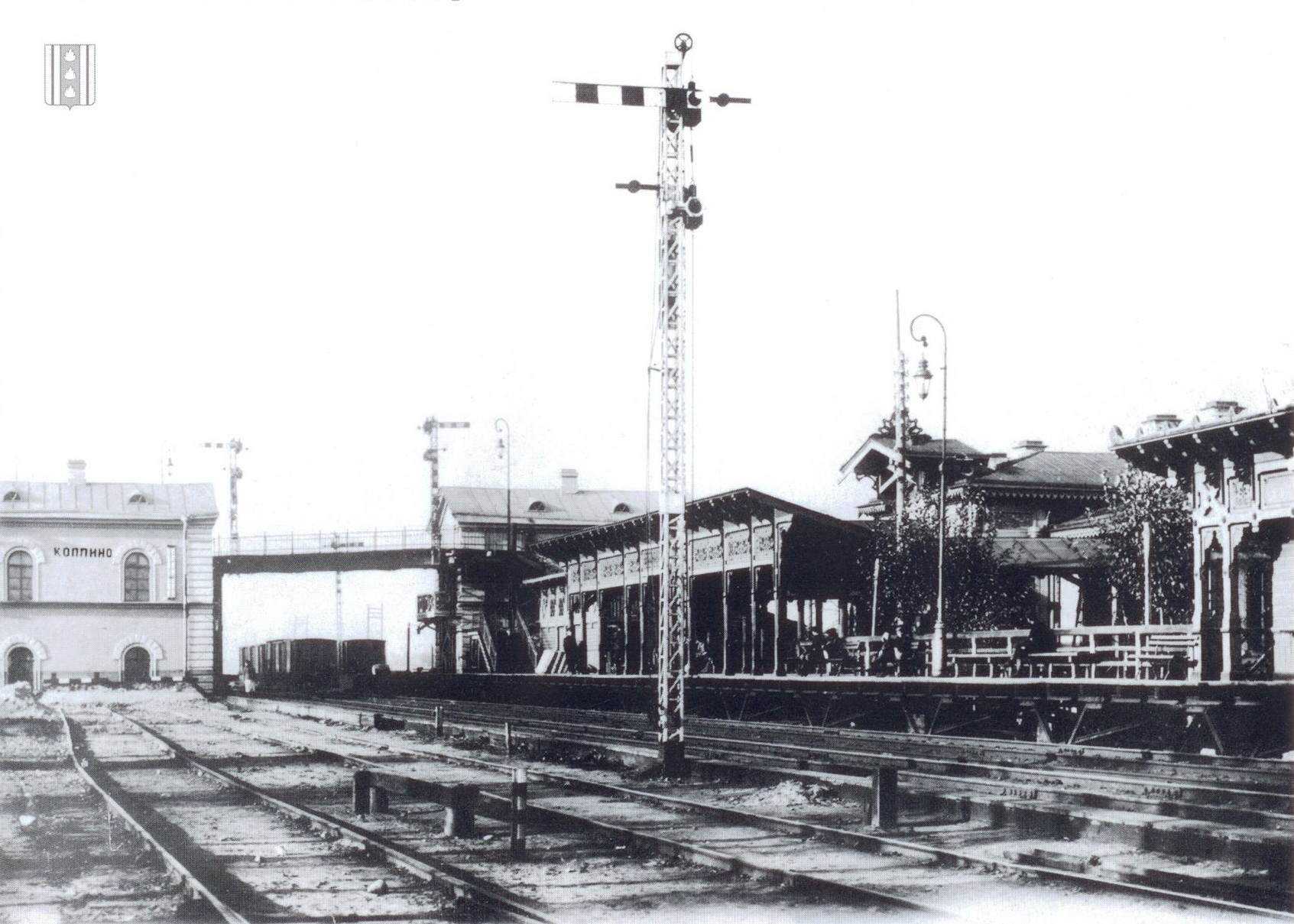
Станция в 1910-х годах
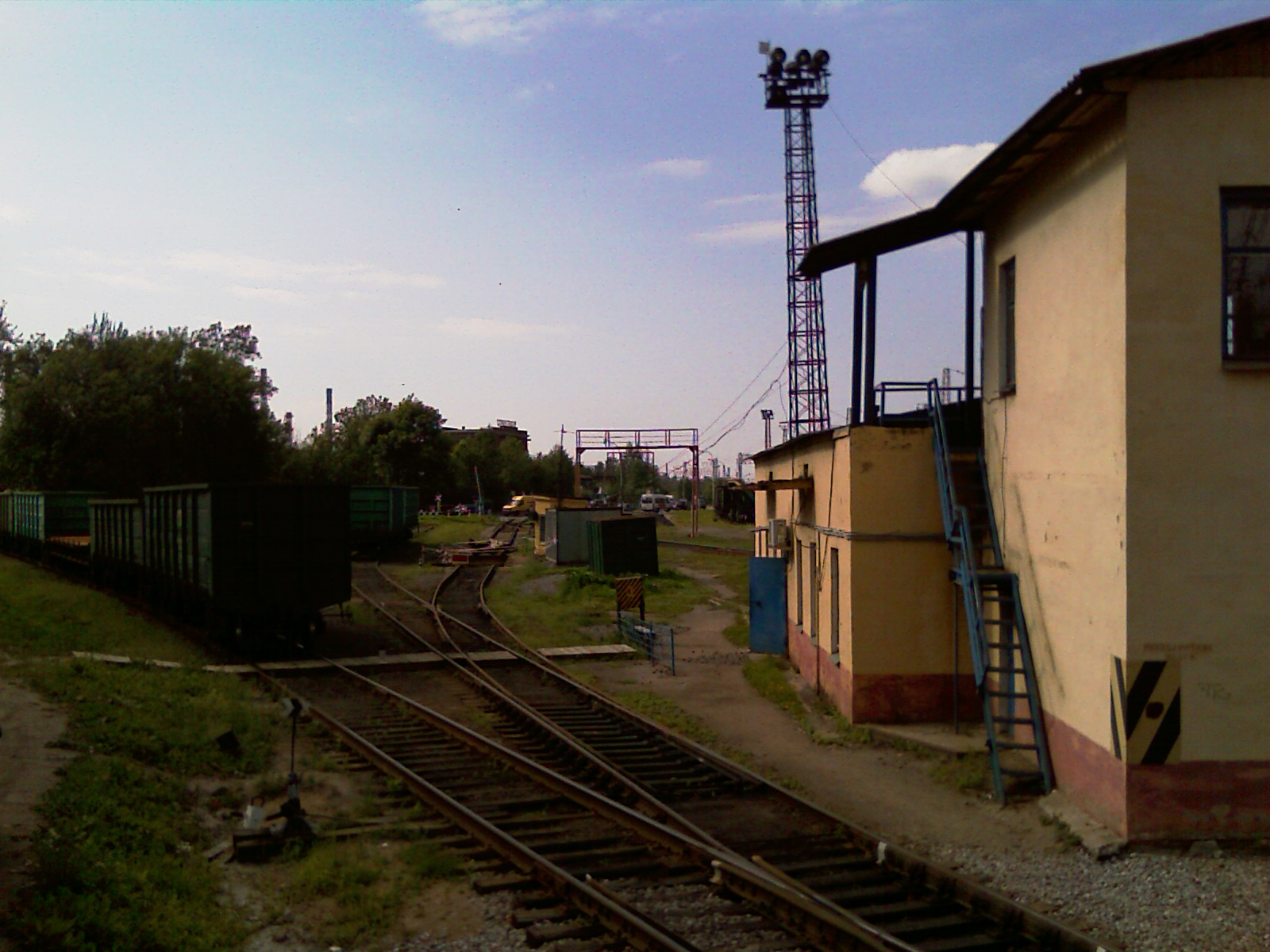
Грузовой двор, соединяющий станцию с Ижорскими заводами

## Наземный транспорт
| №    | Конечный пункт 1                              | Пересадки    | Конечный пункт 2               |
| ---- | --------------------------------------------- | ------------ | ------------------------------ |
| 192  | Колпино                                       | Звёздная     | Звёздная улица                 |
| 325  | Колпино, Заводской проспект                   | Царское Село | Павловск                       |
| 326  | Колпино                                       | Купчино      | Малая Балканская улица         |
| 328  | Комбинат строительных материалов              | Понтонная    | Рыбацкое                       |
| 364  | Комбинат строительных материалов              |              | 2-е отделение комбината Победа |
| 366  | Колпино (кольцевой, в обратную сторону № 369) |              |                                |
| 367  | Комбинат строительных материалов              |              | Посёлок имени Тельмана, дом 27 |
| 369  | Колпино (кольцевой, в обратную сторону № 366) |              |                                |
| 386  | Колпино                                       |              | Оборонная улица                |
| 390  | Заводской проспект                            |              | Колпино                        |
| 392  | Колпино, Заводской проспект                   |              | Посёлок имени Тельмана, дом 27 |
| 544  | Колпино                                       |              | пос. Войскорово                |
| 550  | Колпино                                       |              | Фёдоровское                    |
| 611Б | Колпино                                       | Поповка      | Тосно                          |
| 684  | Колпино                                       |              | Тосно                          |

### Расписание электропоездов
- Расписание пригородных поездов. Яндекс.Расписания.
- Расписание пригородных поездов на tutu.ru